# NGC 6794
NGC 6794 је спирална галаксија у сазвежђу Стрелац која се налази на NGC листи објеката дубоког неба.
Деклинација објекта је - 38° 55' 7" а ректасцензија 19h 28m 3,8s. Привидна величина (магнитуда) објекта NGC 6794 износи 13,1 а фотографска магнитуда 13,9. NGC 6794 је још познат и под ознакама ESO 338-5, MCG -7-40-1, PGC 63241.